# Dvoranci
Dvoranci is een plaats in de gemeente Pisarovina in de Kroatische provincie Zagreb. De plaats telt 177 inwoners (2001).